# 도도 아사코
도도 아사코(일본어: 百々 麻子 どど あさこ[*], 1967년 11월 8일 ~ )는 일본 여자 성우 및 연극 배우. 켄 프로덕션 소속. 가나가와현 출신.